# Minus World
El Minus World (Japonés: マイナスワールド) es un nivel con fallas que se encuentra en el videojuego Super Mario Bros. de 1985. Se puede encontrar maniobrando al protagonista, Mario, de una manera particular para engañar al juego y enviarlo al área equivocada. Los jugadores que ingresan a esta área son recibidos con un nivel de agua en bucle sin fin en las versiones de cartuchos originales de Famicom/NES, mientras que la versión lanzada para Famicom Disk System los envía a una secuencia de tres niveles diferentes; esta diferencia se debe a que los datos se organizan de diferentes maneras entre las dos versiones. Ganó exposición en parte gracias a que la revista Nintendo Power analizó cómo se encontró el problema. El creador de Super Mario Bros., Shigeru Miyamoto, negó que la adición de Minus World fuera intencional, aunque luego comentó que el hecho de que no bloquee el juego podría hacer que cuente como una característica del juego.
La existencia y revelación de este fallo provocó que se difundieran rumores sobre otros secretos existentes en Super Mario Bros. Es reconocido como uno de los mayores secretos y fallos en la historia de los videojuegos, y el término «Minus World» se refiere a áreas en juegos que existen fuera de los parámetros normales, como en The Legend of Zelda. El diseñador de Frog Fractions, Jim Stormdancer, lo citó como inspiración para hacer Frog Fractions como lo hizo, mientras que el creador de Spelunky, Derek Yu, habló sobre su nostalgia por Minus World y lamentó la falta de mística que se encuentra en los juegos modernos. Se pueden encontrar referencias a Minus World tanto en Super Paper Mario como en Super Meat Boy.

## Resumen
Se accede al mundo negativo desde el World 1–2. Para encontrarlo, los jugadores deben aprovechar un error para poder maniobrar a Mario a través de los ladrillos que separan la salida normal del área Warp Zone. Siempre que los jugadores no bloqueen la pantalla en su posición, pueden hacer que Mario ingrese al primer Warp Pipe antes del mensaje «Welcome to Warp Zone!» se revela el texto. Sin embargo, si el error se realiza con cuidado, los jugadores pueden llegar a las otras tuberías. El segundo tubo conducirá al mundo 5, mientras que el tercero también conducirá al mundo negativo. La consola no tenía un método para verificar colisiones entre mosaicos, y la tarea de verificar todos los puntos alrededor de un mosaico en busca de posibles puntos de colisión era demasiado difícil para la tecnología MOS 6502 de la consola. Para compensar esto, los diseñadores colocaron cuadros de límites alrededor de los objetos y compararon un número limitado de límites de colisión. El sprite de Mario tiene dos puntos, uno en cada pie, cada uno de los cuales detecta su colisión con el suelo. El juego normalmente expulsaría a Mario en la dirección opuesta a la que va si se lo considera dentro de un bloque, lo cual se puede evitar agachándose mientras salta hacia él y, en el momento exacto, empujando hacia la izquierda, lo que hace que sea expulsado al otro lado de la pared. Luego, el juego configura erróneamente los Warp Pipes de extrema izquierda y extrema derecha para enviarlo al World -1. Cuando los jugadores logran esto con éxito, se les presenta una pantalla que dice World -1, y luego se coloca a Mario en un nivel de agua que enlaza el final con el principio y, como resultado, no puede ser vencido. Es una copia del escenario, World 7–2, aparte del bucle. A pesar de su apariencia y del nombre popular «Minus World», en realidad no es un número de nivel negativo. Más bien, el nivel se identifica en la memoria interna como «World 36–1», pero cuando se muestra se muestra un mosaico en blanco, ya que 36 es el número de mosaico para un espacio en blanco. La razón por la que ocurre el problema es por un byte mal leído.
La versión japonesa del juego en Famicom Disk System tiene un resultado diferente al realizar el error; en lugar de hacer un bucle después de que Mario llega al final del nivel, pasa por tres niveles diferentes hasta que los jugadores llegan a la meta y termina el juego. Los niveles japoneses también comienzan con un nivel submarino, con sprites flotantes de la Princesa Peach y Bowser en múltiples puntos. La razón por la que Minus Worlds de las dos versiones difieren se debe a que la versión norteamericana usa un cartucho y la versión japonesa usa un disco. Los cartuchos y los discos organizan los datos de diferentes maneras, lo que da como resultado que las diferentes versiones envíen el desplazamiento que recibe Warp Pipe y llegue a un byte diferente en la programación.

## Historia
Cuando le preguntaron al creador de Super Mario Bros., Shigeru Miyamoto, sobre Minus World, negó la autoría y dijo que no era su intención. Cuando se le preguntó más tarde sobre Minus World, Miyamoto comentó que, si bien era un problema técnico, el hecho de que no bloquea el juego también lo convierte en una característica. Desde su descubrimiento, Minus World ha hecho que la gente crea que los diseñadores de Super Mario Bros. escondieron niveles secretos para que los jugadores expertos los encontraran. Apareció en el tercer número de Nintendo Power y lo describió como «un mundo acuático sin fin del que nadie ha escapado jamás». Esta aparición proporcionó evidencia fotográfica del problema.

## Recepción
Minus World fue un «fenómeno increíble» y se ha vuelto muy conocido con el tiempo según Screen Rant, convirtiéndose en parte del léxico del diseño de videojuegos. El personal de Siliconera lo llamó «legendario», mientras que el escritor de Game Informer, Ian Boudreau, lo llamó «uno de los fallos más famosos de los juegos». El escritor de Kotaku Jason Schreier escribió que quedó «grabado en la historia de los videojuegos». El escritor de Nintendo Life, Gavin Lane, lo llamó «uno de los fallos más famosos» de Nintendo. El personal de Edge discutió cómo su impacto fue «puramente simbólico y contextual», y lo describió como el problema con la «influencia más duradera». Sintieron que era tan atractivo porque era relativamente fácil de lograr, lo que sugiere que su popularidad temprana influyó en la tendencia de los niveles secretos. Tanto Screen Rant como GamesRadar+ tomaron nota del hecho de que es un nivel de agua infinito, y Screen Rant lo llamó «la peor pesadilla de todo jugador». Justin Towell de GamesRadar+ lo llamó «uno de los mayores» secretos de los videojuegos. Según un asesor de juegos de Nintendo, Minus World era uno de los trucos más solicitados por las personas que llamaban.

## Legado
El término 'Minus World' se ha convertido en un término para referirse a un área fuera de los parámetros del juego, y The Escapist identificó la instancia de Super Mario Bros. como «uno de los primeros y más clásicos» ejemplos. Los fallos en otros juegos se han denominado Minus World, incluido el primer The Legend of Zelda. El diseñador de Frog Fractions y Frog Fractions 2, Jim Stormdancer, citó momentos como Minus World como su inspiración para crear estos juegos, queriendo «recapturar la sensación de misterio» que evocaban estos momentos. Derek Yu, creador de Spelunky, habló sobre cómo siente nostalgia por Minus World, calificándolo de «una [pieza] increíble de la historia de [Super Mario Bros.]» mientras lamentaba cómo los juegos modernos carecen de ese tipo de mística.
El videojuego Super Paper Mario de 2007 presentaba un área llamada The Underwhere, que actúa como un purgatorio y uno de sus residentes lo llama «World −1», en referencia a la falla. El videojuego de 2010 Super Meat Boy presenta niveles llamados Minus Warp Zones, que hacen referencia a la falla.